# Извержение вулкана Марапи (2023)
3 декабря 2023 года на индонезийском острове Суматра произошло извержение вулкана Марапи. 

## Предыстория
Как наиболее активный вулкан провинции Западная Суматра, тем более, расположенный вблизи густонаселённых территорий, Марапи представляет из себя значительную угрозу. C 2011 года вулкан числится под уровнем 2 («бдительность») по четырёхбальной шкале Вулканологической службы Индонезии. В 1979 году произошло извержение вулкана, погубившее 60 человек. Выбросы пепла в апреле-мае 2018 года накрыли юго-восток. Последний раз вулкан извергался в январе 2023 года, в тот раз обошлось без человеческих жертв. Предсказать поведение вулкана сложно, поскольку геологические источники его внезапных извержений неглубоки и находятся недалеко от его вершины; то есть его извержения не вызваны глубоким движением магмы, которое можно обнаружить на сейсмических мониторах как вулканические землетрясения. На склонах вулкана в 5–6 км от его вершины находятся две деревни — Рубаи и Гоба-Кумантианг, общее население которых составляет около 1400 человек.
Перед извержением 2023 года глава вулканологической службы Индонезии Хендра Гунаван заявил, что его ведомство уже более десяти лет рекомендовало Министерству окружающей среды и лесного хозяйства, а также местным властям запретить туристам и альпинистам приближаться ближе чем на три километра к кратеру вулкана. Природоохранное агентство сообщило, что разрешения на восхождение были выданы несколькими местными агентствами, в том числе правительством провинции Западная Суматра, местным офисом Национального поисково-спасательного агентства в столице провинции Паданг и Национальным агентством по противодействию стихийным бедствиям. Некоторые пешеходные тропы на вулкане вновь были  открыты в июне 2023 года после извержений, произошедших в начале года.

## Извержение
Извержение произошло 3 декабря 2023 года в 14.54 по местному времени (07:54 UTC). Пепел поднялся на высоту 3 км и засыпал несколько прилегающих к вулкану районов. В ходе наблюдений 3-4 декабря с вулканического наблюдательного поста было отмечено 46 выбросов и 66 взрывов.
Пепел накрыл несколько городов на западной Суматре, таких как Падангпанджанг и Букиттинги а также округа Пасаман и Западный Пасаман.
Извержение длилось четыре минуты, на сейсмографах было отмечено максимальное смещение почвы в 30 мм.
Извержение настигло многих туристов, находившихся на склонах горы. Из 75 человек, поднимавшихся на гору 2 декабря 49 были эвакуированы, трое были найдены и спасены, 23 человека были обнаружены погибшими близ кратера. 12 выживших получили ранения .
Погибшие были обнаружены вблизи кратера, поиски остальных затруднялись спорадическими извержениями. Последний погибший был найден 6 декабря. Тела погибших сильно обгорели, что сделало невозможным идентификацию по внешности. Некоторые из выживших получили ожоги и переломы.
После извержения местные власти запретили всякую деятельность в зоне трёх км от вулкана и призвали жителей оставаться дома. Местным жителям были розданы маски. По состоянию на 5 декабря процесс эвакуации продолжался, было обнаружено ещё пять тел. К полудню 6 декабря были найдены все 23 тела, что ознаменовало завершение эвакуации.